# هنري ستون
هنري ستون (بالإنجليزية: Henry Stone)‏ هو منتج أسطوانات وملحن أمريكي، ولد في 3 يونيو 1921 في ذا برونكس في الولايات المتحدة، وتوفي في 7 أغسطس 2014 في ميامي في الولايات المتحدة.

## وصلات خارجية
- الموقع الرسمي
- هنري ستون على موقع ميوزك برينز (الإنجليزية)
- هنري ستون على موقع أول ميوزيك (الإنجليزية)
- هنري ستون على موقع ديسكوغز (الإنجليزية)